# Leština
Leština (deutsch Leschtina) ist eine Gemeinde in Tschechien. Sie liegt acht Kilometer südöstlich von Luže und gehört zum Okres Ústí nad Orlicí.

## Geographie

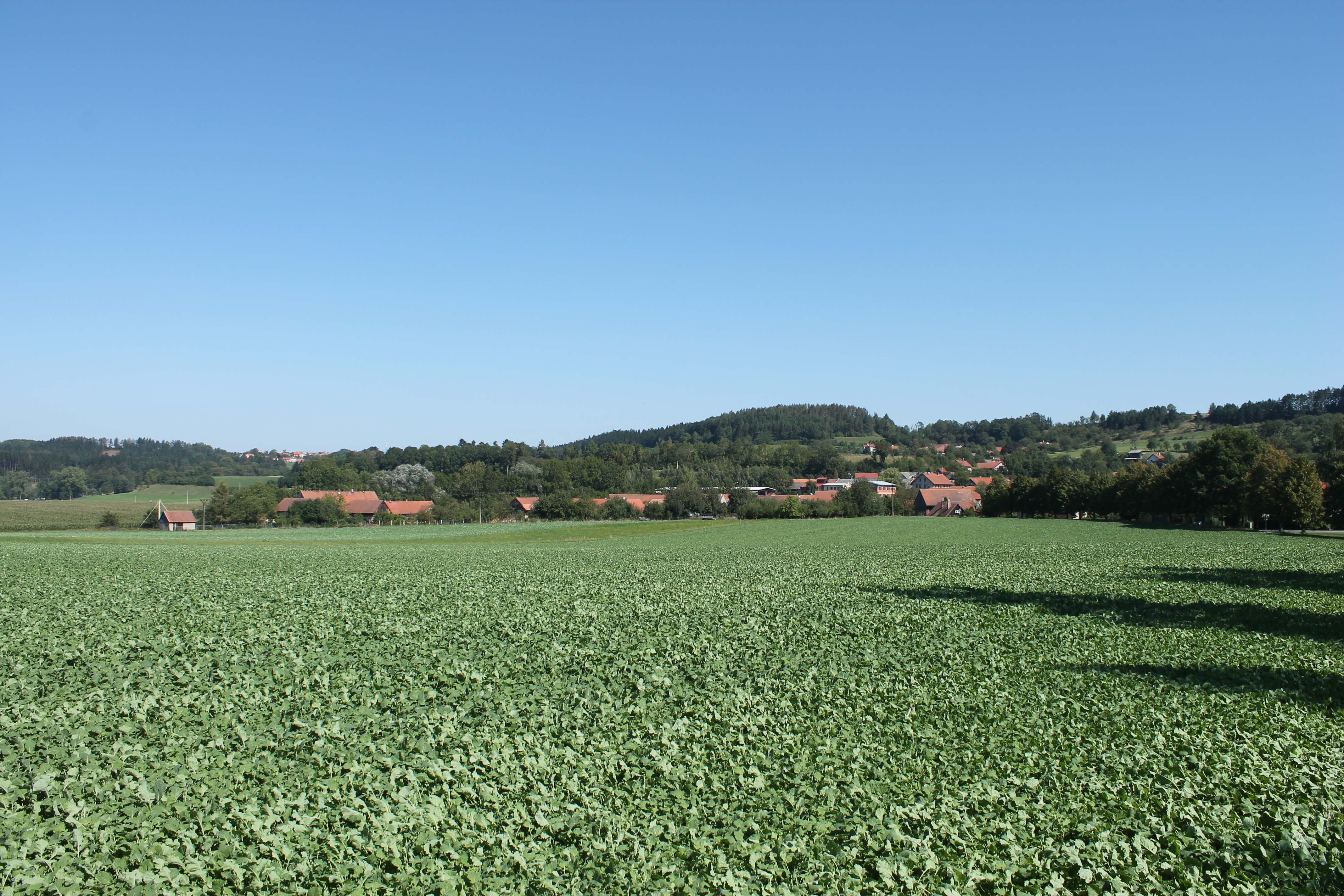
Leština, Panorama

Leština befindet sich in der Quellmulde des Baches Leštinský potok in der Novohradská stupňovina (Neuschlosser Stufenland). Durch das Dorf führt die Straße II/357 zwischen Vysoké Mýto und Nové Hrady, von der südwestlich des Ortes die Straße II/356 nach Luže abzweigt. Östlich erhebt sich der Na Chlumku bzw. Homolský kopec (495 m n.m.), südwestlich der Kozinec (419 m n.m.). Gegen Süden und Westen erstreckt sich entlang der Novohradka der Naturpark Údolí Krounky a Novohradky.
Nachbarorte sind Dvořiště, Habřiny und Libecina im Norden, Zelený Strom, Javorníček, Pustinky und Vysoká im Nordosten, Podhořany u Nových Hradů im Osten, Rybníček und Mokrá Lhota im Südosten, Haberka, Bor u Skutče, Zderaz und Dolanský Mlýn im Süden, Dolany, Sobotka, Podchlum und Chlum im Südwesten, Hlubočice, Brdo und Rvasice im Westen sowie Drahoš, Rabouň, U Prokopů, Bílý Kůň und Doubravice im Nordwesten.

## Geschichte
Leština wurde vermutlich zum Ende des 14. Jahrhunderts gegründet. Die erste urkundliche Erwähnung des Dorfes erfolgte am 28. April 1559 als König Ferdinand I. in der Landtafel Jan Žatecky von Weikersdorf die Burg Nový hrad mit den Dörfern Leština, Doubravice, Dvořiště, Libecina, Javorník, Podhořany und Rybníček erblich überschrieb. Nachfolgende Besitzer waren ab 1580 die Popel von Lobkowitz. Zu Beginn des 17. Jahrhunderts gehörte die Herrschaft Nový hrad der Anna Popel von Lobkowitz, von der es 1604 ihr Ehemann Paul Sixtus von Trautson erbte. 1749 verkaufte Johann Joseph von Trautson die Herrschaft an Anna Barbara Harbuval-Chamaré geb. Freiin von Sannig († 1773). Ihr Sohn Johann Anton Joseph Harbuval-Chamaré ließ in den Jahren 1774 bis 1777 das Schloss Neuschloß erbauen. Am steilen Anstieg der Leitomischler Straße entstand zum Ende des 18. Jahrhunderts bei der Ausspanne zum Grünen Baum die Siedlung Grünbaum.
Im Jahre 1835 bestand das im Chrudimer Kreis gelegene Dorf Leschtina bzw. Lesstina aus 62 Häusern, in denen 411 Personen, darunter sechs protestantische Familien, lebten. Im Ort gab es einen Meierhof. Abseits lagen die Dolaner und Wapenker Mühle. Zu Leschtina konskribiert war die aus 26 Häusern incl. des Wirtshauses „Grüner Baum“ bestehende Siedlung Grünbaum bzw. Zelený Strom an der Leitomischler Straße. Pfarrort war Neuschloß. 1857 lebten in den 70 Häusern von Leschtina 454 Menschen. Bis zur Mitte des 19. Jahrhunderts blieb Leschtina immer der Herrschaft Neuschloß untertänig.
Nach der Aufhebung der Patrimonialherrschaften bildete Leština/Leschtina mit dem Ortsteil Zelený Strom/Grünbaum eine Gemeinde im Gerichtsbezirk Hohenmauth. Ab 1868 gehörte die Gemeinde zum politischen Bezirk Hohenmauth. 1890 war Leština auf 82 Häuser angewachsen und hatte 447 Einwohner. Im Jahre 1921 lebten 422 Personen in der Gemeinde. Im Zuge der Gemeindegebietsreform von 1960 wurde der Okres Vysoké Mýto aufgehoben; Leština wurde dem Okres Chrudim zugeordnet und zugleich Doubravice (mit Dvořiště) und Podhořany u Nových Hradů eingemeindet. Seit dem 1. Januar 2007 gehört Leština zum Okres Ústí nad Orlicí. Die Gemeinde gehört zur Mikroregion Maštale.

## Gemeindegliederung
Die Gemeinde Leština besteht aus den Ortsteilen Doubravice (Daubrawitz), Dvořiště (Dworschischt), Leština (Leschtina) und Podhořany u Nových Hradů (Podhorschan). Zu Leština gehören zudem die Ansiedlungen Dolanský Mlýn (Dolaner Mühle), Haberka (Habersky), Podchlum, Rvasice (Rwatschitz), Sobotka und Zelený Strom (Grünbaum).
Das Gemeindegebiet gliedert sich in die Katastralbezirke Doubravice u Leštiny, Leština und Podhořany u Nových Hradů.

## Sehenswürdigkeiten

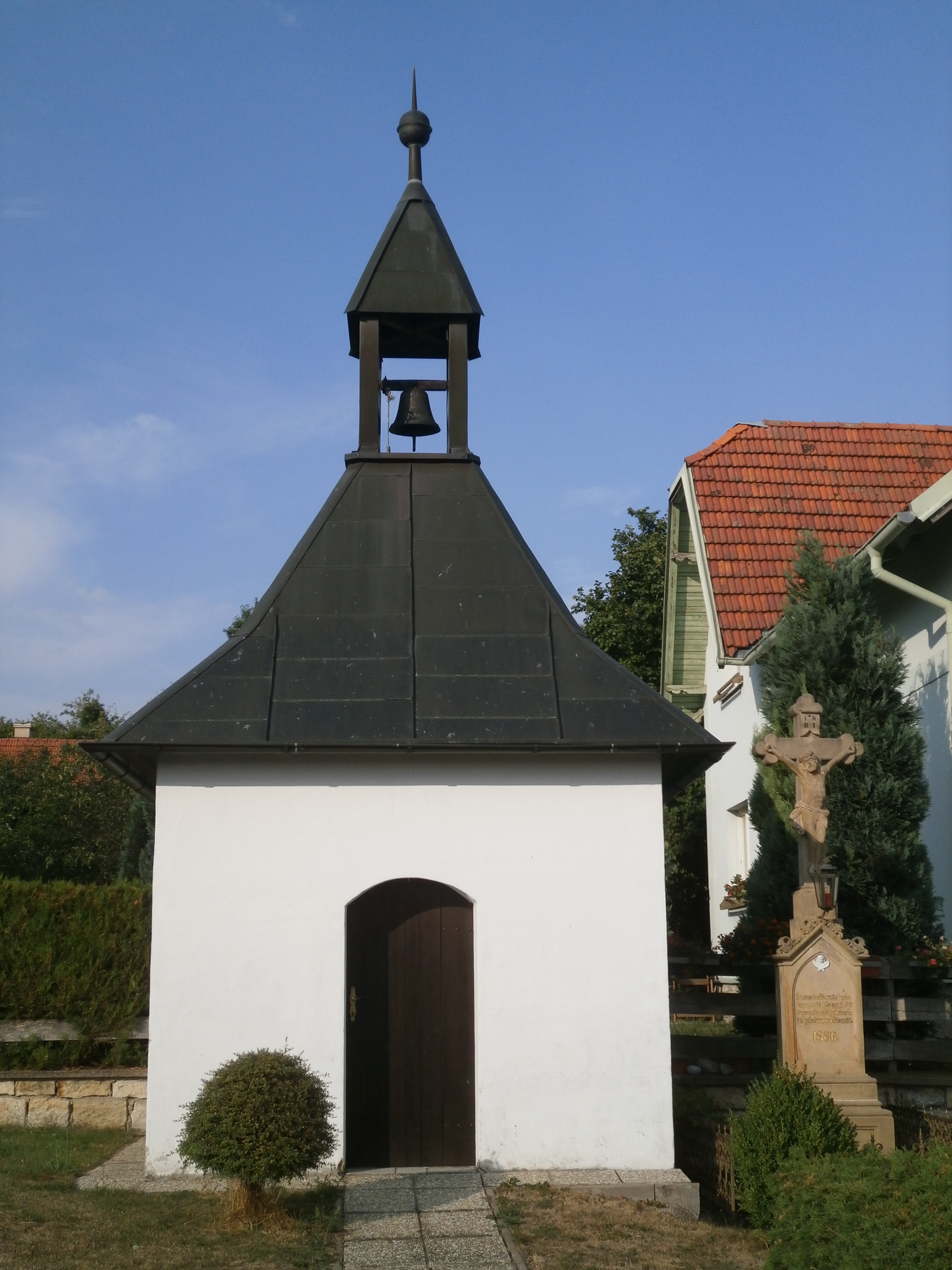
Glockenturm

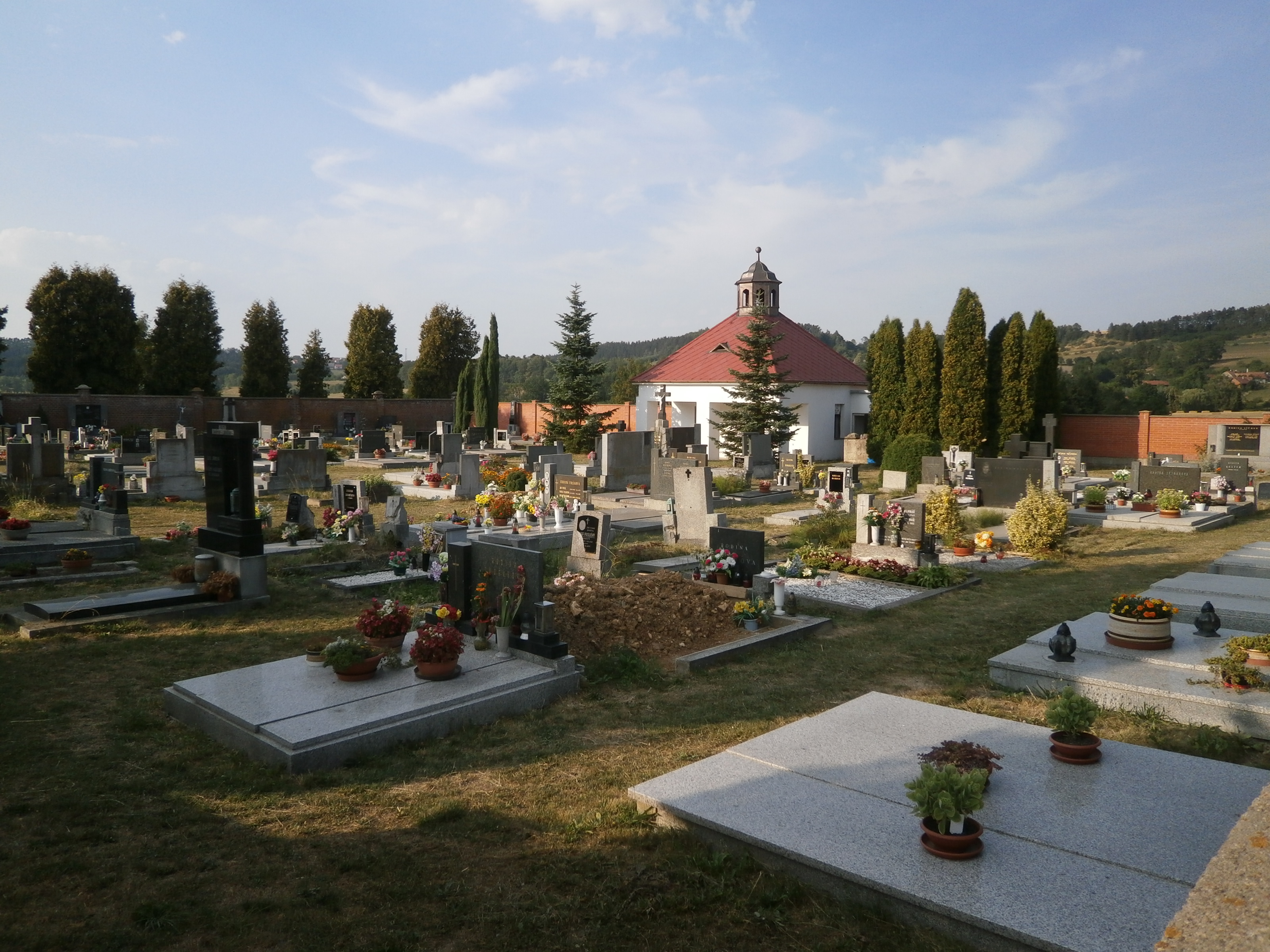
Friedhof

- Glockenturm auf dem Dorfplatz von Leština
- Friedhof Leština mit Begräbniskapelle, südwestlich des Dorfes am Abzweig der Staatsstraßen
- Kapelle der Jungfrau Maria in Podhořany u Nových Hradů, geweiht 1907
- Steinernes Kreuz in Podhořany u Nových Hradů, errichtet 1860
- Denkmal für T.G. Masaryk in Podhořany u Nových Hradů, enthüllt 1930
- Kapelle der hl. Dreifaltigkeit in Doubravice, errichtet 1900